# Dolenje Zabukovje
Dolenje Zabukovje je naselje v Občini Mokronog - Trebelno.